# 제1169공병단
제1169공병단(1169th Engineer Group)은 미국 육군 앨라배마주 육군 국가위병 소속 공병대의 단이었다. 모토는 "Defend Liberty→자유를 지킨다".

## 역사

### 6.25 전쟁
1950년 9월 13일부터 그해 11월까지 제1군단 직속 공병단으로 지원하고, 제16전투공병단으로 대채되었다.
1951년 2월 28일에 다시 한국 전쟁에 참가하고 1955년 1월 20일, 한반도를 떠나 앨라배마주로 돌아갔다.

### 이라크 전쟁

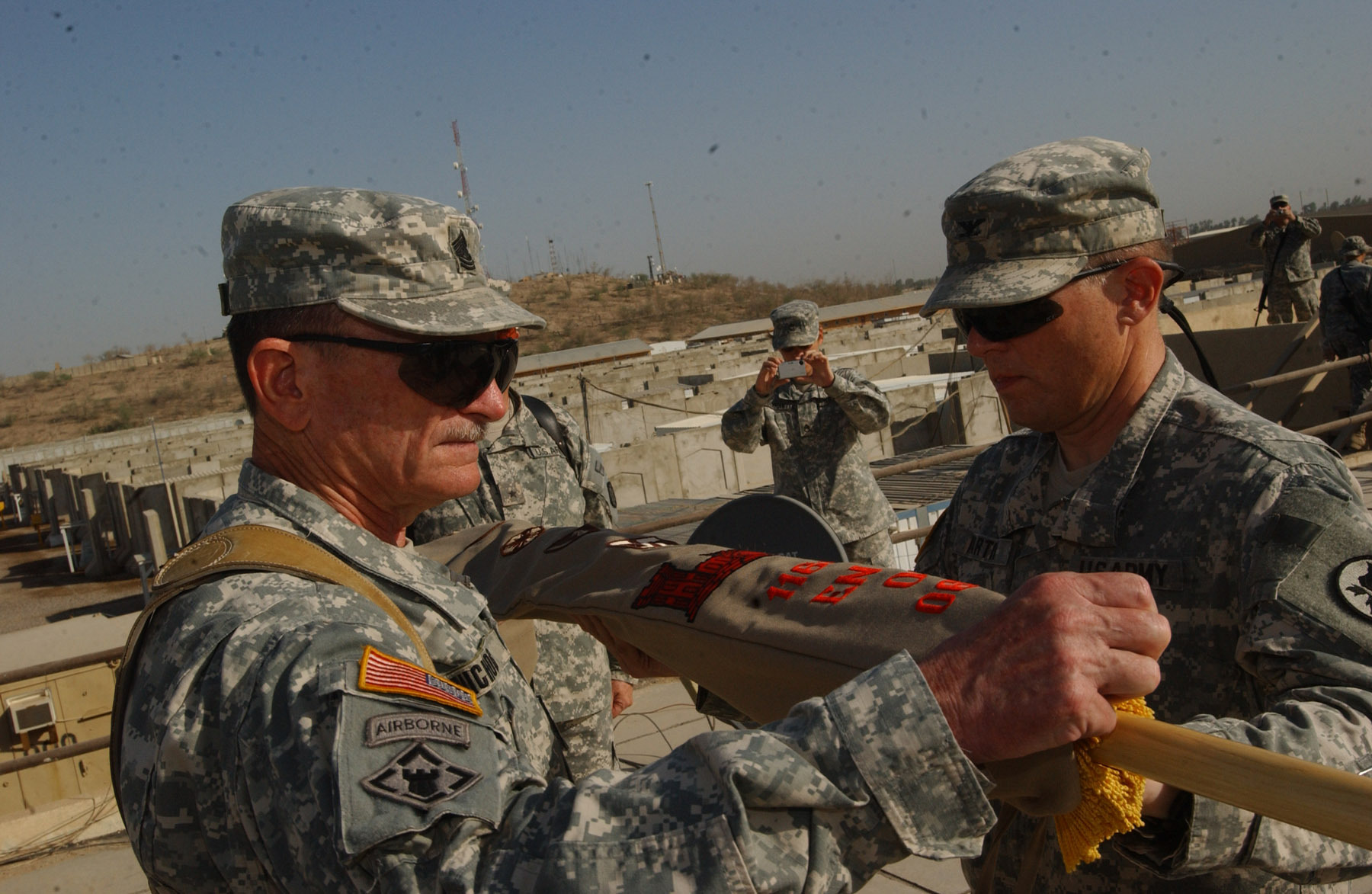
이라크 순환전개를 마치고 귀국하기 전, 부대기 수납 의식을 하는 제1169공병단 단장과 주임원사

테네시주 육군 국가방위군 제194공병여단에 배속되었다.
제1기병사단의 공병단으로서 이라크에 배치되어 사단을 지원하였다.
2006년 5월 13일, 제1169공병단 본부중대원 85명이 귀환하였다.
2007년, 이라크 자유 작전을 마지막 순환 배치를 마치고 9월 19일 수요일에 귀국하였으며, 모듈러 부대 편제 도입 및 미국 육군의 변혁에 따라 제1169공병단은 마지막 이라크 순환배치를 마치고 11월 헌츠빌에서 해산하였다.

## 부대

### 마지막
- 제20공병대대[5]; 2006년 ~ 2007년 11월

### 1989년
- 제151공병대대 (전투)
- 제1343공병대대 (전투) - 앨라배마주, 애선스
- 제166공병중대 (부교)
- 제167공병중대 (부교)
- 제168공병중대 (패널교) - 앨라배마주, 유타

### 1951년 6월 1일
- 제14공병전투대대
- 제151공병전투대대
- 제1092공병전투대대

## 기록

### 소속
- 제1(I)군단, 1950년 9월
- 제194공병여단
- 제1기병사단, 2006년 이라크 순환배치

### 계보
- (불명), 1169th Engineer Construction Group
→제1169공병건설단
- (불명), 1169th Engineer Group
→제1169공병단

### 스트리머
| 트리머            | 기간                              | 내역                        |
| ----------------- | --------------------------------- | --------------------------- |
| 육군 공훈부대표창 | 2006년 10월 7일 ~ 2007년 9월 30일 | 육군부 일반명령 제2010-17호 |

## 참고
1. ↑  “Guard units returning from Iraq this weekend”. 《www.gadsdentimes.com》 (영어) (Associated Press). GateHouse Media, LLC. 2006년 5월 13일. 2019년 11월 3일에 확인함.[깨진 링크(과거 내용 찾기)]
2. ↑  Tom Gordon (2008년 2월 20일). “Alabama-based Army Reserve engineer unit to return to Iraq”. 《www.al.com》 (영어). 2019년 11월 3일에 확인함.
3. ↑  Robyn McGlohn (2007년 9월 18일). “1169th Engineer Group returns Wednesday”. 《www.waff.com》 (영어) (WAFF 48). 2019년 11월 3일에 확인함.
4. ↑  Ronnie White (2007년 6월 23일). “Guard to disband two Huntsville Units, move 20th Special Forces”. 《www.al.com》 (영어). 2019년 11월 3일에 확인함.
5. ↑  “The 20th Engineers”. 《20thengineers.com》 (영어). 2023년 5월 25일에 확인함. In late 2006 the 20th Engineers was deployed again to Iraq. The battalion operated in and around Baghdad under the command of the 1169th Engineer Group (Alabama National Guard), which functioned as the Engineer headquarters for the 1st Cavalry Division.
6. ↑  “General Orders No. 2010-17” (PDF) (영어). Washington D.C.: Department of The Army. 2010년 9월 8일. 2019년 11월 3일에 확인함.